# Lumière de Paulding

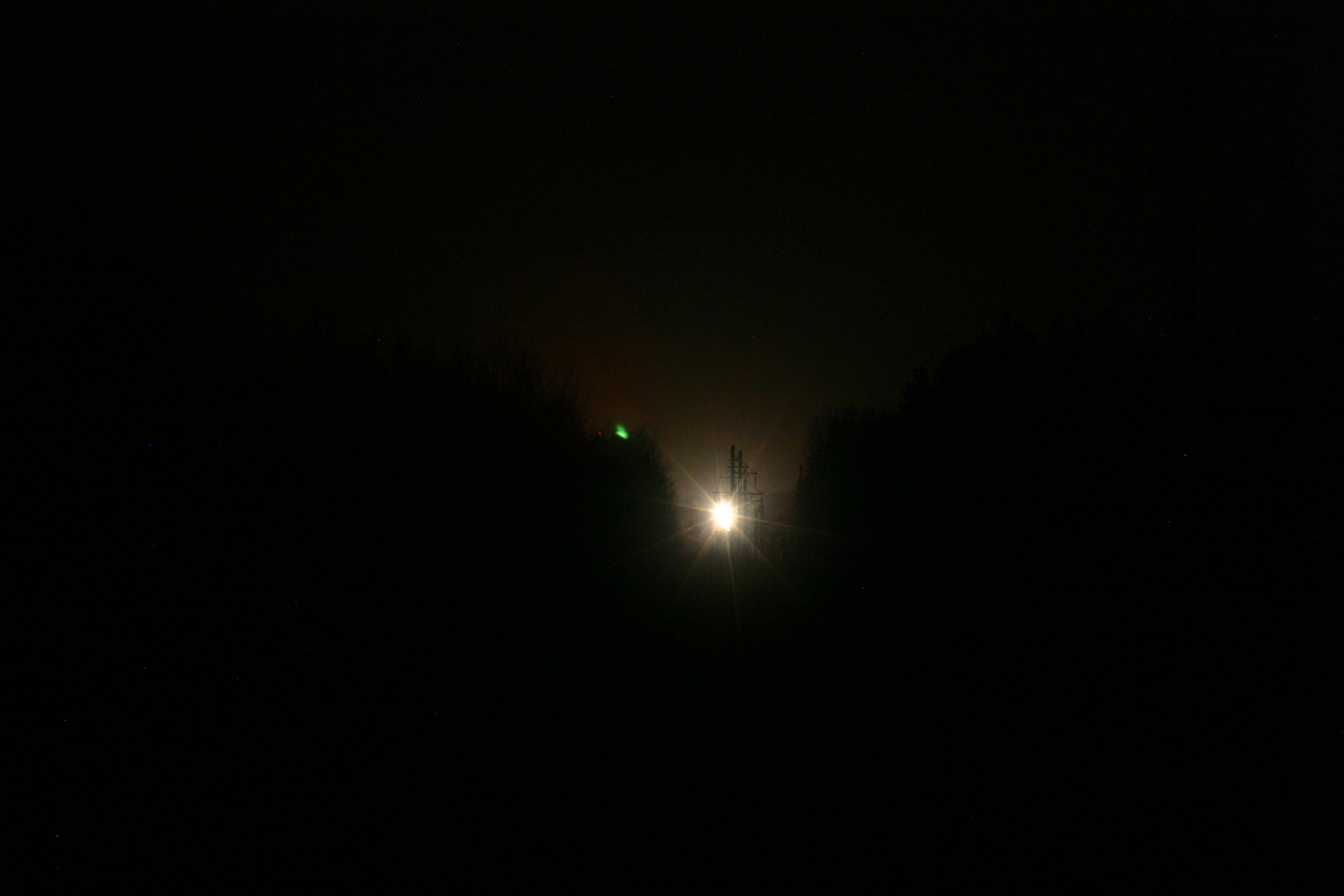
Lumière de Paulding

La lumière de Paulding (en anglais Light of Paulding ou encore Dog Meadow Light) est un phénomène lumineux qui apparaît fréquemment le soir à l'horizon d'une étroite trouée située à l'extérieur de la ville de Paulding (en) dans le Michigan (États-Unis).  

## Découverte et hypothèse paranormale
Des lumières aléatoires, d'origine inconnue, apparaissent fréquemment à l'horizon d'une étroite trouée longeant une ligne électrique passant dans les bois à l'extérieur de la ville de Paulding, Michigan. Le phénomène a été révélé en 1966, quand des adolescents ont prévenu le shérif de la ville de leur découverte.

Le folklore local a imaginé de nombreuses explications plus ou moins fantaisistes sur son origine possible. Une des plus répandues suggère qu'il pourrait s'agir de la lanterne fantomatique agitée par un cheminot décédé tentant d'arrêter un train sur une ligne de chemin de fer aujourd'hui disparue. De fait, la « lumière de Paulding » est entrée dans le répertoire des phénomènes paranormaux aux U.S.A. et attire de nombreux curieux.
En 2010, la chaine de télévision spécialisée Syfy a diffusé un reportage sur le sujet, en concluant que l'origine ne pouvait être que paranormale.

## Explication rationnelle
Dans les années 1980, une première équipe d'enquêteurs avait estimé qu'il s'agissait des éclats de phares de voitures. En octobre 2010, un groupe d'étudiants de l'université technologique du Michigan, rattaché à la Society of Photo-Optical Instrumentation Engineers, a choisi la lumière de Paulding comme sujet d'étude. Dès leur première visite sur le site, un puissant télescope leur a permis de découvrir qu'à la place d'un fantôme ils voyaient distinctement des véhicules circuler sur une route. Les étudiants ont voulu aller plus loin en identifiant précisément cette route (qui s'est avérée être l'autoroute A45) et l'endroit exact, distant de 7 kilomètres, d'où les lumières étaient émises. Un des membres de l'équipe s'est rendu sur place et a allumé les feux de détresse de sa voiture qui ont été simultanément observés au télescope par l'équipe restée au lieu d'observation. Des variations dans l'emplacement exact et l'intensité peuvent s'expliquer par des fluctuations atmosphériques liées aux variations de température et par le fait qu'une dénivellation locale fait monter et baisser les faisceaux des phares. Quant aux couleurs parfois observées elles peuvent provenir d'évènements particuliers, tels que le passage de véhicules de police ayant allumé leurs avertisseurs lumineux.

En dépit des preuves incontestables apportées, de nombreuses personnes restent persuadées que l'origine de la lumière est paranormale,.